# Marcel Honorat Léon Agboton
Marcel Honorat Léon Agboton (Avrankou, 16 de janeiro de 1941 — Cotonu, 14 de setembro de 2023) foi arcebispo de Cotonu (Benim).
Agboton estudou desde 1960 no seminário de Ouidah. Papa Paulo VI o ordenou pessoalmente em 6 de janeiro de 1966, em Roma, como sacerdote da diocese de Porto-Novo. A partir de 1967, viveu na França, onde se formou em teologia em 1970.
O Papa João Paulo II o nomeou Bispo de Kandi em 19 de dezembro de 1994. O Cardeal Decano e Cardeal Prefeito da Congregação para os Bispos Bernardin Gantin o consagrou em 25 de março do ano seguinte; Os co-consagradores foram Nestor Assogba, Arcebispo de Parakou, e Vincent Mensah, Bispo de Porto-Novo.
A 29 de Janeiro de 2000 foi nomeado Bispo de Porto-Novo. Em 5 de março de 2005 foi nomeado Arcebispo de Cotonou, sendo entronizado no dia 2 de abril seguinte na Catedral de Notre-Dame pelo cardeal Bernardin Gantin e recebendo o pálio em Roma em 29 de junho. Ele renunciou ao cargo em 21 de agosto de 2010 após alegações de corrupção.